# Landkreis Wittenberg (1815–1952)

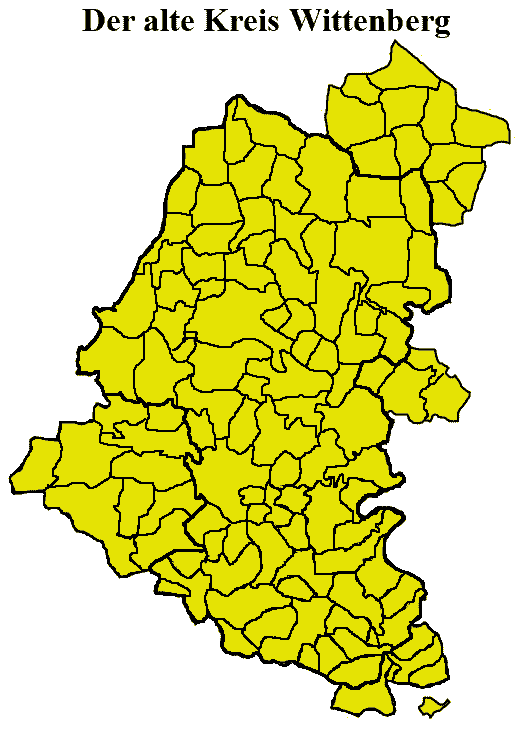

Der Landkreis Wittenberg, bis 1922 Kreis Wittenberg, war ein Landkreis, der in Preußen, der SBZ und der DDR von 1816 bis 1952 bestand. Er gehörte zur preußischen Provinz Sachsen und später zum Land Sachsen-Anhalt und lag im nordöstlichen Teil des Regierungsbezirks Merseburg. Seine größte Länge war 45 Kilometer (6 Meilen), und die größte Breite betrug 26 Kilometer (3 ½ Meilen). Er wurde im Norden begrenzt von den Kreisen Zauch-Belzig und Jüterbog-Luckenwalde der Provinz Brandenburg, im Osten vom Kreis Schweinitz (seit 1950: Herzberg), im Süden von den Kreisen Torgau und Bitterfeld sowie im Westen von den anhaltischen Kreisen Dessau und Zerbst. Sitz der Kreisverwaltung war die Stadt Wittenberg.

## Geschichte
Nachdem die vereinigte preußisch-sächsische Armee in der Schlacht bei Jena und Auerstedt am 14. Oktober 1806 vom Kaiser Napoleon besiegt worden war, huldigte und unterwarf sich der sächsische Kurfürst Friedrich August Napoleon. Er schloss mit Napoleon am 11. Dezember 1806 Frieden und trat dem Rheinbund bei. Daraufhin erhob Napoleon Friedrich August zum König von Sachsen und Polen und erweiterte dessen Territorium um den preußischen Kreis Cottbus. Von nun an war der sächsische König Friedrich August Verbündeter Napoleons und unterstützte den französischen Kaiser militärisch.
Als der Befreiungskrieg durch die Völkerschlacht bei Leipzig entschieden war, wurde Friedrich August gefangen genommen. Das Königreich Sachsen wurde ab 8. November 1813 von den Preußen verwaltet. Nachdem Napoleon endgültig besiegt war, forderten Preußen und die anderen verbündeten Mächte ihre Entschädigung für die Kriegsopfer. Auf dem Wiener Kongress wurden die Grenzen Europas neu geordnet. Preußen wurden im Ergebnis dieses Kongresses 378 Quadratmeilen mit 864.404 Einwohnern zugesprochen, Sachsen behielt 272 Quadratmeilen mit 1.182.744 Einwohnern.
Der Kurkreis ging damit an Preußen über. Preußen teilte den neuerworbenen Landesteil nach der „Verordnung über die verbesserte Einrichtung der Provinzialbehörden“ vom 30. April 1815 neu auf. Der preußische Staat sollte aus zehn, jeweils in zwei oder mehrere Regierungsbezirke geteilten Provinzen bestehen. Das Gebiet um Wittenberg wurde der Provinz Sachsen zugeordnet und zählte zu deren Regierungsbezirk Merseburg. Zum 1. Oktober 1816 wurde eine Einteilung in Kreise anbefohlen, und es entstand damit der Kreis Wittenberg. Dem Kreis wurden folgende Teile des Kurkreises zugeordnet:
- das Amt Wittenberg ohne den Ort Zellendorf
- das Amt Pretzsch ohne die Orte Düßnitz, Gehmen, Kleindröben und Mauken
- die Orte Bleddin und Leetza des Amtes Schweinitz
- der Ort Labetz des Amtes Seyda

Der neue Kreis umfasste 15 ¼ Quadratmeilen mit fünf Städten und 102 Dörfern. Die Bevölkerungszahl belief sich auf 26.757 Einwohner.
- 1819 erfolgte eine Korrektur der Gebietszuordnung, wobei der Kreis Wittenberg die wüste Mark Gablenz erhielt.
- 1827 schaffte man 15 Kreisstände, deren Deputierte aus den Reihen der Städte und Gemeinden waren und deren Sitzungen im Wittenberger Rathaus stattfanden.
- 1872 erfolgte eine Einteilung des Kreises in 12 Amtsbezirke.
- 1873 trat der erste Kreistag mit 29 Mitgliedern im Wittenberger Rathaus zusammen. Am 1. Januar 1874 nahm der neu gewählte Kreisausschuss und Kreistag die Tätigkeit auf, dessen Sitzungen im Sitzungssaal des Kreislokals stattfanden.
- 1878 baute man an der damaligen Grünstraße/Ecke Lindenstraße (heute Melanchthonstraße/Ecke Breitscheidstraße) das Kreisständehaus.
- 1902 war der alte Kreis Wittenberg circa 15 Quadratmeilen groß, in dem 60.700 Einwohner in 5 Städten und 101 Landgemeinden in 22 Gutsbezirken lebten.
- 1922 wurde die Stadt Wittenberg zu einem eigenen Stadtkreis und damit aus dem Kreis Wittenberg ausgegliedert, der seither Landkreis genannt wurde.
- 1934 erwarb der Kreis 400 Morgen Wald in der Gemeinde Leetza.
- 1937 kam es zu einer Grenzkorrektur der einstigen Gemeinde Trajuhn.
- 1939 erfolgte ein Gebietsaustausch beim Gutsbezirk Trajuhn. Durch den Erlass des preußischen Staatsministeriums erhielt der alte Landkreis Wittenberg das Wappen mit den zwei roten gekreuzten Schwertern auf einem schwarz–silber geteilten Schild.
- Am 1. Juli 1944 wurde die Provinz Sachsen aufgelöst und der Landkreis Wittenberg der Provinz Halle-Merseburg zugeordnet.
- Am 23. Juli 1945 erfolgte der Zusammenschluss der Provinzen Magdeburg und Halle-Merseburg zur Provinz Sachsen.
- 1947 wurde aus der Provinz Sachsen und dem Land Anhalt das Land Sachsen-Anhalt gebildet.
- Am 10. Oktober 1949 übergab die sowjetische Militäradministration unter General Tschuikow die ausgeübten Verwaltungsfunktionen an die Organe der am 7. Oktober 1949 gegründeten DDR.
- Mit der Verordnung zur Durchführung des Gesetzes über Änderung von Grenzen der Länder vom 13. Juli 1950 kam die Gemeinde Boßdorf aus dem Kreis Zauch-Belzig im Land Brandenburg zum Landkreis Wittenberg.
- Mit dem Gesetz zur Änderung der Kreis- und Gemeindegrenzen vom 27. April 1950 wurde der Stadtkreis Wittenberg am 1. August 1950 aufgelöst und in den Altkreis Wittenberg eingegliedert.

Mit der Verwaltungsreform von 1952 wurden statt der fünf Länder der DDR 14 Bezirke mit 217 Kreisen gebildet. Der Landkreis Wittenberg wurde dabei aufgeteilt:
- Die Gemeinden Bergwitz, Gniest, Klitzschena, Radis, Reuden, Rotta, Schleesen, Selbitz und Uthausen kamen zum Kreis Gräfenhainichen im Bezirk Halle.
- Die Gemeinden Elster (mit Gielsdorf und Iserbegka) sowie Listerfehrda kamen zum Kreis Jessen im Bezirk Cottbus.
- Die Gemeinden Blönsdorf, Danna, Eckmannsdorf, Feldheim, Kurzlipsdorf, Marzahna, Mellnsdorf, Schmögelsdorf, Schönefeld, Schwabeck und Wergzahna kamen zum Kreis Jüterbog im Bezirk Potsdam.
- Die Gemeinden Dahlenberg, Greudnitz, Proschwitz und Wörblitz kamen zum Kreis Torgau im Bezirk Leipzig.
- Die verbleibenden Städte und Gemeinden bildeten den Kreis Wittenberg im Bezirk Halle.

## Einwohnerentwicklung
| Jahr | Einwohner | Quelle |
| ---- | --------- | ------ |
| 1816 | 26.910    | [ 2 ]  |
| 1843 | 41.657    | [ 3 ]  |
| 1871 | 50.525    | [ 4 ]  |
| 1890 | 54.846    | [ 5 ]  |
| 1900 | 60.687    | [ 5 ]  |
| 1910 | 69.579    | [ 5 ]  |
|      |           |        |
| 1925 | 53.228    | [ 5 ]  |
| 1933 | 56.820    | [ 5 ]  |
| 1939 | 66.225    | [ 5 ]  |
| 1946 | 89.381    | [ 6 ]  |

## Die Landräte des Kreises Wittenberg 1816–1952
- 1816–1821 Friedrich Wilhelm Curt von Leipziger
- 1821–1840 Karl von Jasmund
- 1841–1873 Otto Heinrich von Jagow
- 1873–1889 Kurt von Koseritz
- 1889–1911 Bodo von Bodenhausen
- 1911–1916 Wolf Dietrich von Trotha
- 1916–1932 Kurt von Trebra
- 1932–1945 Otto Holtz
- 1945–9999 Peter Florin
- 1945–1948 Franz Stammer
- 1948–1950 Otto Plättner
- 1950–1952 Albrecht Holzschuh
- 1952–9999 Albin Fleischmann

## Städte und Gemeinden

### Stand 1945
Der Landkreis Wittenberg umfasste 1945 die folgenden Städte und Gemeinden:
| - Apollensdorf - Ateritz - Bad Schmiedeberg, Stadt - Bergwitz - Berkau - Bietegast - Bleddin - Blönsdorf - Bösewig - Braunsdorf - Bülzig - Dabrun - Dahlenberg - Danna - Dietrichsdorf - Dorna - Eckmannsdorf - Elster - Euper - Eutzsch - Feldheim - Gaditz - Gallin - Gielsdorf - Globig - Gniest | - Gommlo - Grabo - Greudnitz - Großkorgau - Großwig - Iserbegka - Jahmo - Kemberg, Stadt - Kerzendorf - Klebitz - Kleinkorgau - Kleinwittenberg - Kleinzerbst - Klitzschena - Köpnick - Kropstädt - Külso - Kurzlipsdorf - Lammsdorf - Leetza - Listerfehrda - Lubast - Marzahna - Mellnsdorf - Melzwig - Merkwitz | - Merschwitz - Meuro - Mochau - Moschwig - Mühlanger - Naderkau - Nudersdorf - Ogkeln - Österitz - Pannigkau - Patzschwig - Piesteritz - Pratau - Pretzsch (Elbe), Stadt - Priesitz - Proschwitz - Rackith - Radis - Rahnsdorf - Reinharz - Reinsdorf - Reuden - Rotta - Sachau - Sackwitz - Schleesen | - Schmilkendorf - Schmögelsdorf - Schnellin - Scholis - Schönefeld - Schwabeck - Seegrehna - Selbitz - Splau - Straach - Thießen - Trajuhn - Trebitz - Uthausen - Wartenburg - Weddin - Wergzahna - Wiesigk - Woltersdorf - Wörblitz - Zahna, Stadt - Zallmsdorf - Zörnigall |

Im Landkreis lag außerdem der gemeindefreie Gutsbezirk Dübener Heide.

### Eingemeindungen vor 1945
- Dobien, 1937 zu Reinsdorf
- Labetz, 1938 zu Wittenberg
- Teuchel, 1938 zu Wittenberg
- Hohndorf und Prühlitz, 1939 zur neuen Gemeinde Mühlanger zusammengeschlossen
- Wüstemark, in den 1930er Jahren zu Kropstädt